# Liste des sites mégalithiques des Orcades
Cette liste non exhaustive recense les principaux sites mégalithiques des Orcades.

## Cartographie
Localisation des principaux sites mégalithiques des Orcades
| : Complexes mégalithiques · : Alignements, henges, cromlechs · : Dolmens, menhirs, tumulus, cairns · |

## Liste
| Site                        | Type                | Notes                                       | Coordonnées                 | Image |
| --------------------------- | ------------------- | ------------------------------------------- | --------------------------- | ----- |
| Barnhouse                   | Habitat néolithique |                                             | 58° 59′ 45″ N, 3° 12′ 25″ O |       |
| Cairn de Blackhammer (en)   | Cairn               | Fait partie du cœur néolithique des Orcades | 59° 07′ 53″ N, 3° 01′ 31″ O |       |
| Cairn dolménique de Midhowe | Cairn dolménique    |                                             | 59° 09′ 24″ N, 3° 05′ 53″ O |       |
| Cercle de Brodgar           | Cromlech            | Fait partie du cœur néolithique des Orcades | 58° 59′ 58″ N, 3° 12′ 05″ O |       |
| Knap of Howar               | Habitat néolithique | Fait partie du cœur néolithique des Orcades | 59° 21′ 13″ N, 2° 51′ 58″ O |       |
| Maeshowe                    | Tumulus             | Fait partie du cœur néolithique des Orcades | 58° 59′ 37″ N, 3° 09′ 42″ O |       |
| Mor Stein                   | Menhir              |                                             | 59° 02′ 10″ N, 2° 49′ 52″ O |       |
| Skara Brae                  | Habitat néolithique | Fait partie du cœur néolithique des Orcades | 59° 02′ 46″ N, 3° 18′ 57″ O |       |
| Stan Stane                  | Menhir              |                                             | 59° 21′ 43″ N, 2° 26′ 14″ O |       |
| Pierres levées de Stenness  | Cromlech            | Fait partie du cœur néolithique des Orcades | 58° 59′ 29″ N, 3° 10′ 49″ O |       |
| Cairn d'Unstan (en)         | Cairn               | Fait partie du cœur néolithique des Orcades | 58° 59′ 11″ N, 3° 14′ 57″ O |       |
| Yetnasteen                  | Menhir              |                                             | 59° 10′ 39″ N, 2° 58′ 09″ O |       |